# Campi Bisenzio
Campi Bisenzio je comune (obec) v metropolitním městě Florencie, v italském regionu Toskánsko, která se nachází asi 10 kilometrů severozápadně od Florencie.

## Historie
Slovo Campi v názvu obce je odvozeno od polí, která se rozprostírají v okolí města. Současný název Campi Bisenzio byl přijat až v roce 1862, kdy bylo do názvu přidáno jméno řeky Bisenzio, která městem protéká.
V Campi Bisenzio poprvé sestrojili Felice Matteucci a jeho otec Eugenio Barsanti spalovací motor.
V místním muzeu je umístěna řada renesančních uměleckých děl z kostela Sant'Andrea a San Donnino. V kostele Santa Maria a Campi Bisenzio se pak dodnes dochovalo i mnoho původních uměleckých děl.

## Partnerská města

### Partnerská města
Campi Bisenzio je partnerským městem:
- Coatbridge,  Skotsko,  Spojené království
- Bir Lehlou,  Západní Sahara